# يوهانس فوغل
يوهانس فوغل هو سياسي ألماني، ولد في 29 أبريل 1982 في فرملزكيرشن في ألمانيا. نشط حزبياً في الحزب الديمقراطي الحر (1999 – 1999). في الانتخابات الفيدرالية الألمانية 2017، انتخب عضو في البوندستاغ الألماني عن دائرة Olpe – Märkischer Kreis I ‏ وقد انضم خلال البوندستاغ الألماني التاسع عشر (24 أكتوبر 2017 – ) للكتلة البرلمانية جماعة الديمقراطيين الأحرار ‏ وانتخب عضو في البوندستاغ الألماني خلال فترته النيابية ‏ (27 أكتوبر 2009 – 22 أكتوبر 2013).

## وصلات خارجية
- الموقع الرسمي